# WorldStarHipHop
WorldStarHipHop — видеоблог, основанный в 2005 году. В рейтинге Alexa занял 235-е место по посещаемости среди сайтов США и 992-е место по посещаемости по всему миру. Сайт, управляемый Worldstar, LLC, был основан Ли О’Денатом, поклонником хип–хопа из Холлиса (Куинс), который окончил среднюю школу Гровера Кливленда. Сайт регулярно публикует публичные бои, музыкальные клипы и разнообразный контент, ориентированный на молодую аудиторию. О’Денат назвал сайт «CNN гетто». В 2012 году Alexa Internet заявили: «по сравнению со всеми пользователями Интернета, его пользователями являются непропорционально молодые люди, и они, как правило, бездетные, умеренно образованные мужчины 18-21 года, которые просматривают страницы со школы и работы».
Ли О’Денат основал сайт в августе 2005 года вместе с Ари Армани в качестве дистрибьютора микстейпов. Вскоре после запуска веб-сайта хакеры положили его. Позже О’Денат перезапустил его как агрегатор контента. Таким образом, WorldStar сосредоточился на хип-хоп-бифах, в дополнение к софткор-порнографическим видео-моделям, которые ранее были популярны благодаря «уличным DVD», таким как Smack, Cocaine City, The Come Up и другие более похабные аналоги. О’Денат использовал параметры OnSmash.com, веб-сайта, который уже распространял подобные материалы. О’Денат сказал, что это привело к напряжённости между двумя сайтами.
Премьера рекламного ролика Пи Дидди о водке Cîroc состоялась на WorldStar. К 2012 году BET трижды подряд выбирал WorldStarHipHop как «лучший сайт хип-хопа и городской культуры». 5 августа 2014 года Deadline сообщили, что Paramount работает над фильмом, основанным на сайте, а Расселл Симмонс, как ожидается, будет продюсировать этот фильм.

## Смерть основателя компании
23 января 2017 года основатель и генеральный директор компании Ли О’Денат скончался от атеросклеротического сердечно-сосудистого заболевания в возрасте 43 лет с сопутствующим ему патологическим ожирением.